# Filosofía contemporánea

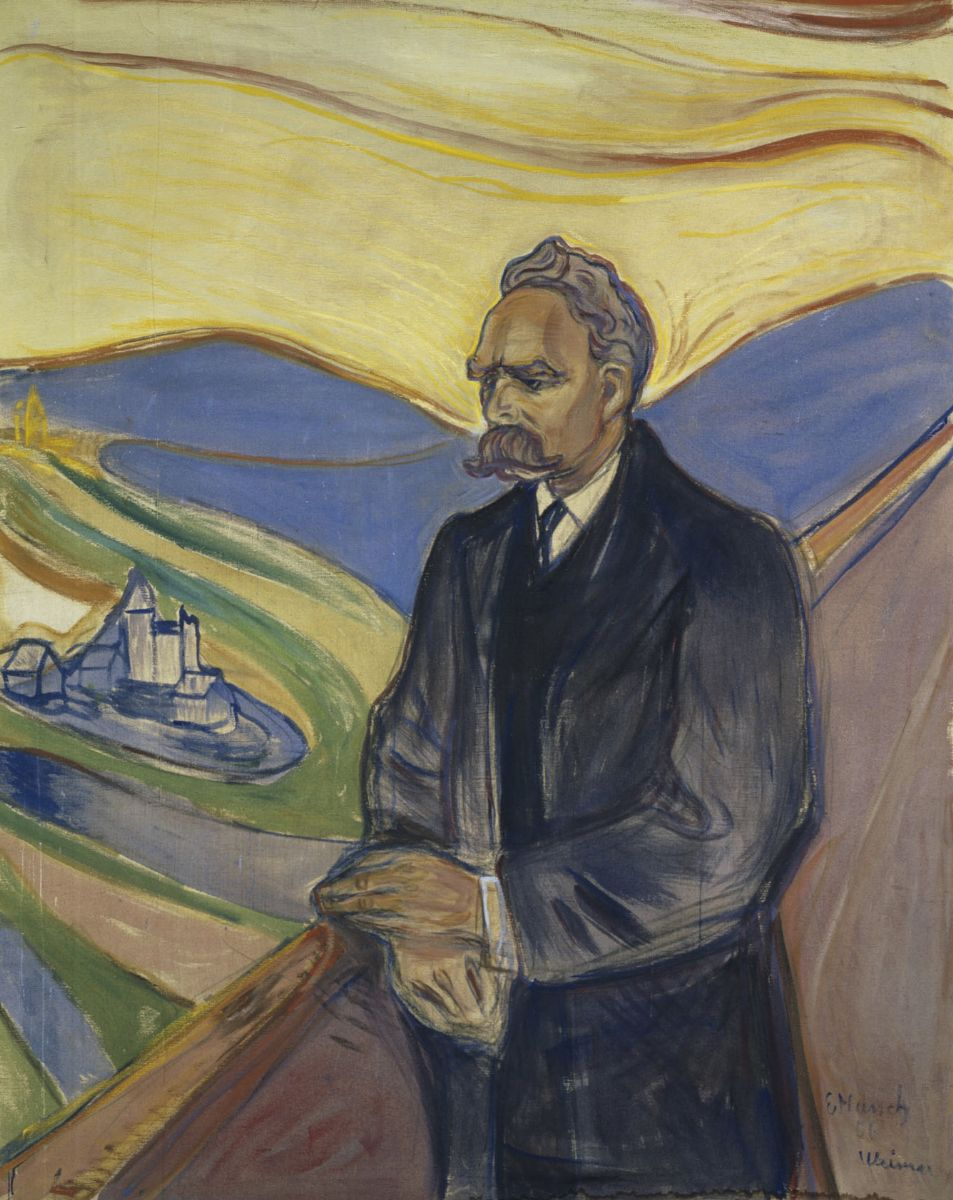
Friedrich Nietzsche criticó la metafísica y la objetividad del conocimiento y la razón del pensamiento dominante filosófico occidental. Pintura de Edvard Munch.

La filosofía contemporánea es el período actual de la historia de la filosofía. Por extensión, se llama también con este nombre a la filosofía producida por filósofos que aún están vivos. Es el período que sigue a la filosofía moderna, y su inicio se suele fijar a finales del siglo XIX o principios del siglo XX.
Las tradiciones filosóficas más significativas y abarcadoras del siglo XX fueron la filosofía analítica en el mundo anglosajón, y la filosofía continental en la Europa continental. El siglo XX también vio el surgimiento de nuevas corrientes filosóficas, como el positivismo lógico, la fenomenología, el existencialismo, el postestructuralismo o el actualismo. 
En este período la mayoría de los filósofos más importantes trabajaron desde las universidades, especialmente en la segunda mitad del siglo. Algunos de los temas más discutidos fueron la relación entre el lenguaje y la filosofía (este hecho a veces es llamado «el giro lingüístico»). Los principales exponentes de este «giro» fueron Martin Heidegger en la tradición continental y Ludwig Wittgenstein en la tradición analítica.

## Profesionalización

### Proceso
Profesionalización es el proceso social por el cual cualquier oficio u ocupación establece en el grupo normas de conducta, cualificaciones aceptables para ser miembro de la profesión, un cuerpo profesional o asociación para supervisar la conducta de los miembros de la profesión, y algún grado de demarcación de los aficionados cualificados de los no cualificados.  La transformación en una profesión conlleva muchos cambios sutiles en un campo de investigación, pero un componente más fácilmente identificable de la profesionalización es la creciente irrelevancia del "libro" para el campo: "los comunicados de investigación comenzarán a cambiar en formas [...] cuyos modernos productos finales son obvios para todos y opresivos para muchos. Las investigaciones [de un miembro] ya no se plasmarán normalmente en libros dirigidos [...] a cualquiera que pueda estar interesado en el tema del campo. En su lugar, aparecerán normalmente como artículos breves dirigidos únicamente a los colegas profesionales, los hombres cuyo conocimiento de un paradigma compartido puede presuponerse y que resultan ser los únicos capaces de leer los trabajos dirigidos a ellos" La filosofía experimentó este proceso hacia finales del siglo XIX, y es uno de los rasgos distintivos clave de la era de la filosofía contemporánea en la filosofía occidental.
Alemania fue el primer país en profesionalizar la filosofía. A finales de 1817, Hegel fue el primer filósofo nombrado profesor por el Estado, concretamente por el ministro de Educación prusiano, como efecto del Reforma napoleónica en Prusia. En Estados Unidos, la profesionalización surgió de las reformas del sistema de enseñanza superior estadounidense, basado en gran medida en el modelo alemán. James Campbell describe la profesionalización de la filosofía en Estados Unidos de la siguiente manera:

La lista de cambios específicos [durante la profesionalización de la filosofía a finales del siglo XIX] es bastante breve, pero el cambio resultante es casi total. [...] El profesor [de filosofía] ya no podía funcionar como defensor de la fe o expositor de la Verdad. El nuevo filósofo tenía que ser un líder de investigaciones y un divulgador de resultados. Este cambio se hizo evidente cuando los doctores en filosofía titulados (a menudo con titulación alemana) sustituyeron a los licenciados en teología y a los ministros en las aulas de filosofía. El período entre la época en que casi nadie tenía un doctorado y la época en que casi todo el mundo lo tenía fue muy breve. [...] El doctorado, además, era más que una licencia para enseñar: era un certificado de que el futuro instructor de filosofía estaba bien, aunque estrechamente, entrenado y listo para emprender un trabajo independiente en el ahora especializado y restringido campo de la filosofía académica. Estos nuevos filósofos funcionaban en departamentos independientes de filosofía [...] Obtenían verdaderos logros en su investigación, creando un corpus de trabajo filosófico que sigue siendo fundamental para nuestro estudio incluso ahora. Estos nuevos filósofos también establecieron sus propias normas de éxito, publicando en los órganos reconocidos de filosofía que se estaban fundando en aquella época: The Monist (1890), The International Journal of Ethics (1890), The Philosophical Review (1892) y The Journal of Philosophy, Psychology, and Scientific Methods (1904). Y, por supuesto, estos filósofos se agrupaban en sociedades -la American Psychological Association (1892), la Western Philosophical Association (1900) y la American Philosophical Association (1900)- para consolidar sus posiciones académicas y avanzar en su trabajo filosófico.

La profesionalización en Inglaterra estuvo igualmente ligada a la evolución de la enseñanza superior. En su obra sobre T.H. Green, Denys Leighton analiza estos cambios en la filosofía británica y la reivindicación de Green del título de primer filósofo académico profesional de Gran Bretaña:

Henry Sidgwick, en un gesto generoso, identificó a [T.H.] Green como el primer filósofo académico profesional británico. La opinión de Sidgwick puede ser ciertamente cuestionada: William Hamilton, J.F. Ferrier y el propio Sidgwick figuran entre los aspirantes a ese honor. [...] Sin embargo, no cabe duda de que entre la muerte de Mill (1873) y la publicación de Principia Ethica de G.E.Moore (1903), la profesión filosófica británica se transformó, y que Green fue en parte responsable de la transformación. [...] Bentham, los Mills, Carlyle, Coleridge, Spencer, así como muchos otros pensadores filosóficos serios del siglo XIX eran hombres de letras, administradores, políticos activos, clérigos con vida, pero no académicos. [...] Green ayudó a separar el estudio de los textos filosóficos del de los literarios e históricos; y al crear un plan de estudios de filosofía en Oxford también estableció una base para la formación de profesores de filosofía. Cuando Green comenzó su carrera académica, gran parte de los escritos serios sobre temas filosóficos se publicaban en revistas de opinión dedicadas a una amplia gama de [temas] (rara vez a la filosofía "pura"). Contribuyó a profesionalizar la escritura filosófica fomentando las publicaciones periódicas especializadas, como "Academy" y "Mind", que debían servir de escenario para los resultados de la investigación académica.

El resultado de la profesionalización de la filosofía ha significado que el trabajo que se realiza en este campo es ahora casi exclusivamente realizado por profesores universitarios con un doctorado en el campo que publican en revistas altamente técnicas, Academic journal. Aunque sigue siendo común entre la población en general que una persona tenga un conjunto de puntos de vista religiosos, políticos o filosóficos que considera su "filosofía", estos puntos de vista rara vez están informados o conectados con el trabajo que se realiza en la filosofía profesional hoy en día. Además, a diferencia de muchas de las ciencias para las que ha llegado a haber una saludable industria de libros, revistas y programas de televisión destinados a popularizar la ciencia y comunicar los resultados técnicos de un campo científico a la población en general, las obras de filósofos profesionales dirigidas a un público ajeno a la profesión siguen siendo raras. El libro del filósofo Michael Sandel "Justicia: ¿Qué hay que hacer? l y "On Bullshit" de Harry Frankfurt son ejemplos de obras que se distinguen por haber sido escritas por filósofos profesionales, pero dirigidas a un público más amplio de no filósofos y, en última instancia, populares entre ellos. Ambas obras se convirtieron en New York Times best sellers.

### La filosofía profesional en la actualidad
No mucho después de su formación, la Western Philosophical Association y partes de la American Psychological Association se fusionaron con la American Philosophical Association para crear lo que hoy es la principal organización profesional de filósofos en Estados Unidos: la American Philosophical Association. La asociación tiene tres divisiones: Pacífico, Central y Oriental. Cada división organiza una gran conferencia anual. La más importante es la Eastern Division Meeting, que suele reunir a unos 2.000 filósofos y se celebra cada diciembre en una ciudad diferente de la costa este. El Eastern Division Meeting es también el mayor evento de contratación de personal para puestos de filosofía en Estados Unidos, ya que numerosas universidades envían equipos para entrevistar a candidatos a puestos académicos. Entre otras muchas tareas, la asociación se encarga de administrar muchos de los máximos galardones de la profesión. Por ejemplo, la Presidencia de una División de la American Philosophical Association se considera un honor profesional y el American Philosophical Association Book Prize es uno de los premios más antiguos de filosofía. La mayor organización académica dedicada específicamente a fomentar el estudio de la filosofía continental es la Sociedad de Fenomenología y Filosofía Existencial.
En cuanto a las revistas profesionales en la actualidad, en una encuesta realizada en 2018 a filósofos profesionales se les pidió que clasificaran las revistas de filosofía "general" de mayor calidad en inglés, arrojando el siguiente top 20:
| 1. Philosophical Review                     | 6. Australasian Journal of Philosophy | 11. Synthese'                         | 16. Sociedad Aristotélica'                             |  |
| 2. Mind                                     | 7. Philosophers' Imprint              | 12. Revista Canadiense de Filosofía.  | 17. The Monist'                                        |  |
| 3. Noûs'                                    | 8. Philosophical Studies              | 13. Erkenntnis'                       | 18. Revista Europea de Filosofía.                      |  |
| 4. The Journal of Philosophy'               | 9. Philosophical Quarterly            | 14. American Philosophical Quarterly' | 19. Journal of the American Philosophical Association' |  |
| 5. Philosophy and Phenomenological Research | 10. Análisis'                         | 15. Pacific Philosophical Quarterly.  | 20. Thought: A Journal of Philosophy.                  |  |
En lo que respecta específicamente a la filosofía continental, en una encuesta realizada en 2012 a filósofos, en su mayoría profesionales, se les pidió que clasificaran las revistas de filosofía de "tradición continental" de mayor calidad en inglés. Lista de los 6 mejores resultados de la encuesta:
| 1. European Journal of Philosophy              | 3. Inquiry                                       |
| 2. "Filosofía e investigación fenomenológica". | 5. Archiv für Geschichte der Philosophie         |
| 3. Revista de Historia de la Filosofía         | 6. British Journal for the History of Philosophy |
El Centro de Documentación Filosófica publica un conocido Directorio de filósofos americanos que es la obra de referencia estándar para obtener información sobre la actividad filosófica en Estados Unidos y Canadá. El anuario se publica cada dos años, alternando con su volumen complementario, el International Directory of Philosophy and Philosophers (la única fuente editada de información exhaustiva sobre la actividad filosófica en África, Asia, Australasia, Europa y América Latina).
Desde principios del siglo XXI, los filósofos también han visto crecer la utilización de blogs como medio de intercambio profesional. Algunos hitos notables en este desarrollo incluyen un listado informal de blogs de filosofía iniciado por el filósofo David Chalmers que desde entonces se ha convertido en un recurso ampliamente utilizado por la profesión, el establecimiento de una colaboración entre el blog de ética Sopa PEA y la destacada revista Ethics para publicar artículos destacados para su debate en línea en el blog, y el papel de blogs como ¿Cómo es ser una mujer en Filosofía? a la hora de llamar la atención sobre la experiencia de las mujeres en la profesión. 

## SigloXX
El siglo XX se encarga de las agitaciones producidas por una serie de conflictos en el discurso filosófico sobre las bases del conocimiento, con las certezas clásicas derrocadas, y con nuevos problemas sociales, económicos, científicos y lógicos. La filosofía del siglo XX se resolvió a intentar reformar y preservar, y a alterar o abolir, viejos sistemas de conocimiento.
Figuras seminales incluyen a Søren Kierkegaard, Sigmund Freud, Friedrich Nietzsche, Ernst Mach y John Dewey. La epistemología y su base era su preocupación central, como se puede apreciar en el trabajo de Martin Heidegger, Karl Popper, Claude Lévi-Strauss, Bertrand Russell y Ludwig Wittgenstein. La metafísica orientada fenomenológicamente apoyaba al existencialismo (Jean-Paul Sartre, Simone de Beauvoir, Karl Jaspers, Albert Camus),Gabriel Marcel y finalmente a la filosofía postestructuralista con Jean-François Lyotard, Michel Foucault, Gilles Deleuze, Jacques Derrida. También fue notable el surgimiento de filósofos "pop" que promulgaban sistemas para arreglárselas con el mundo. A la inversa, algunos filósofos han intentado definir y rehabilitar viejas tradiciones filosóficas, como Hans-Georg Gadamer y Alasdair MacIntyre que han revivido la tradición del aristotelismo.

### Filosofía analítica

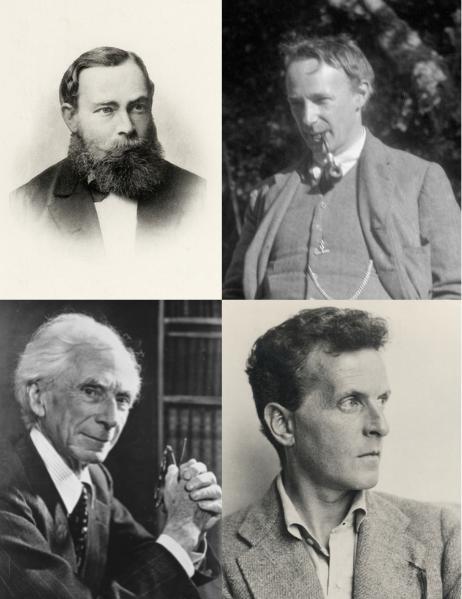
De arriba hacia abajo y de izquierda a derecha: Gottlob Frege, George Edward Moore, Bertrand Russell y Ludwig Wittgenstein; principales figuras de la filosofía analítica.

La filosofía analítica es una corriente filosófica desarrollada a principios del siglo XX a partir de las obras de Gottlob Frege, Bertrand Russell, George Edward Moore, varios miembros del Círculo de Viena y Ludwig Wittgenstein, entre otros. Por extensión, la filosofía analítica también se refiere al desarrollo filosófico posterior influenciado por estos autores, y que prevalece con particular hegemonía dentro de la esfera académica anglosajona (sobre todo en Estados Unidos, Reino Unido, Canadá, Australia y Nueva Zelanda) y los países escandinavos, donde la gran mayoría de los departamentos universitarios de filosofía se identifican como departamentos «analíticos». El término generalmente se refiere a una amplia tradición filosófica.

### Filosofía continental
La filosofía continental es un conjunto de tradiciones filosóficas de los siglos XIX, XX y XXI de Europa continental. Este sentido, el término se originó entre los filósofos de habla inglesa en la segunda mitad del siglo XX, quienes lo utilizaron para referirse a una variedad de pensadores y tradiciones fuera del movimiento analítico. La filosofía continental se desarrolla principalmente en la Europa Continental (de ahí su nombre), sobre todo en Francia y Alemania, mientras que la filosofía analítica tiene su origen en los países anglosajones de Gran Bretaña y Estados Unidos. La filosofía continental se caracteriza por ser más especulativa y por dar más importancia a la historia que la filosofía analítica.2 La filosofía continental incluye el idealismo alemán, la fenomenología, el existencialismo (y sus antecedentes, como el pensamiento de Kierkegaard y Nietzsche), la hermenéutica, el estructuralismo, el postestructuralismo, la deconstrucción, el feminismo francés, la teoría psicoanalítica, la teoría crítica de la Escuela de Fráncfort y las ramas del marxismo occidental. Algunos de los autores más influyentes de la tradición fueron Edmund Husserl, Martin Heidegger, Jean Paul Sartre, Maurice Merleau-Ponty y José Ortega y Gasset en la primera mitad del siglo, seguidos por Michel Foucault, Albert Camus, Jacques Derrida, Hannah Arendt y Gilles Deleuze en la segunda. La Escuela de Fráncfort tuvo como exponentes destacados a Theodor Adorno, Walter Benjamin, Max Horkheimer, Herbert Marcuse y Jürgen Habermas.
Es difícil identificar afirmaciones comunes a todos estos movimientos filosóficos. El término filosofía continental, al igual que filosofía analítica, carece de una definición clara y puede marcar simplemente un parecido de familia de puntos de vista filosóficos dispares. Simon Glendinning ha sugerido que el término era originalmente más peyorativo que descriptivo, y funcionaba como una etiqueta para los tipos de filosofía occidental rechazados o despreciados por los filósofos analíticos. No obstante, Michael E. Rosen se ha tratado de identificar cuestiones comunes que caracterizan la filosofía continental.
- Primero, los filósofos continentales generalmente rechazan la opinión de que las ciencias naturales son la forma única o más precisa de entender los fenómenos naturales (véase cientificismo). Esto contrasta con muchos filósofos analíticos que consideran sus investigaciones como continuas o subordinadas a las de las ciencias naturales. Los filósofos continentales a menudo argumentan que la ciencia depende de un "substrato pre-teórico de experiencia" (una versión de las condiciones kantianas de la experiencia posible o del "mundo de la vida" fenomenológico) y que los métodos científicos son inadecuados para comprender completamente tales condiciones de inteligibilidad del mundo.[33]
- Segundo, la filosofía continental usualmente considera estas condiciones de experiencia posible como variables: determinadas, al menos en parte, por factores como el contexto, la ubicación espaciotemporal, el idioma, la cultura o la historia. Así, la filosofía continental tiende hacia el historicismo. Mientras que la filosofía analítica tiende a tratar la filosofía en términos de problemas discretos capaces de ser analizados aparte de sus orígenes históricos (así como los científicos consideran que la historia de la ciencia no es esencial para la investigación científica), la filosofía continental generalmente sugiere que "el argumento filosófico no puede separarse de las condiciones textuales y contextuales de su emergencia histórica".[34]
- En tercer lugar, la filosofía continental generalmente sostiene que la agencia humana puede cambiar estas condiciones de experiencia posible: "si la experiencia humana es una creación contingente, entonces puede recrearse de otras maneras".[35] Por lo tanto, los filósofos continentales tienden a mostrar un gran interés en la unidad de la teoría y la praxis, y a menudo consideran que sus investigaciones filosóficas están estrechamente relacionadas con la transformación personal, moral o política. Esta tendencia es muy clara en la tradición marxista ("Los filósofos no han hecho más que interpretar de diversos modos el mundo, pero de lo que se trata; el punto, sin embargo, es cambiarlo"), pero también es central en el existencialismo y el posestructuralismo.
- Un último rasgo característico de la filosofía continental es el énfasis en la metafilosofía. A raíz del desarrollo y el éxito de las ciencias naturales, los filósofos continentales a menudo han buscado redefinir el método y la naturaleza de la filosofía.[36] En algunos casos (como en el idealismo alemán o la fenomenología), esto se manifiesta como una renovación de la visión tradicional de que la filosofía es la ciencia primera y fundacional, a priori. En otros casos (como la hermenéutica, la teoría crítica o el estructuralismo), se sostiene que la filosofía investiga un dominio que es irreductiblemente cultural o práctico. Algunos filósofos continentales (como Kierkegaard, Nietzsche, el último Heidegger o Derrida) dudan de que cualquier concepción de la filosofía pueda lograr coherentemente sus objetivos declarados.

### Filosofía posmoderna
La filosofía posmoderna o posmodernismo es una corriente filosófica que asume que se han sobrepasado las ideas que han caracterizado a la modernidad y a la Ilustración. La filosofía posmoderna surgió sobre todo en los años 1960, especialmente en Francia (lo que los estadounidenses denominaron con el nombre de French theory). Este nombre agrupa pensamientos que desarrollan una fuerte crítica a la tradición y la racionalidad propias de la Modernidad occidental. La filosofía posmoderna propone nuevas formas de cuestionar y leer los textos y la historia, influenciada sobre todo por el marxismo, las críticas de Kierkegaard y Nietzsche a la racionalidad, la fenomenología de Husserl y Heidegger, el existencialismo de Sartre, el psicoanálisis de Freud y Lacan y el estructuralismo de Lévi-Strauss, así como por la lingüística y la crítica literaria. El término fue popularizado sobre todo por Lyotard en su obra La condición posmoderna.

### Filosofía ibero-americana
| - Coriolano Alberini - Lluis Xabel Álvarez - Arturo Ardao - Sergio Bagú - Víctor Andrés Belaúnde - Gustavo Bueno - Mario Augusto Bunge - Antonio Caso - Octavio Derisi - Vicente Fatone - José Pablo Feinmann - José Ferrater Mora - Risieri Frondizi - José Gaos - Francisco García Martínez - Manuel García Morente - Andrés Claro - Roberto Torretti | - Humberto Giannini - Francisco Giner de los Ríos - Elí de Gortari - Pedro Henríquez Ureña - José Ingenieros - Alejandro Korn - Pedro Laín Entralgo - Felipe Martínez Marzoa - Jorge Mañach - Jorge Millas - Enrique Molina Garmendia - Eduardo Nicol - José Ortega y Gasset - José Luis Pardo - Samuel Ramos - Luis Recaséns Siches - José Tomás Alvarado | - Miguel Reale - Arturo Andrés Roig - Francisco Romero - Alberto Rougès - Adolfo Sánchez Vázquez - George Santayana - Félix Schwartzmann - Enrique José Varona - José Vasconcelos Calderón - Carlos Vaz Ferreira - Miguel Ángel Virasoro - Luis Villoro - María Zambrano - Juan Zaragüeta - Leopoldo Zea - Yamandú Acosta - Xavier Zubiri - Enrique Dussel |

## Ramas

### Metafísica
Karl Marx y Friedrich Engels adoptaron una actitud antimetafísica con base a su concepción del materialismo dialéctico, que deriva de la dialéctica idealista de Hegel. Según este solo la materia es real, junto con sus cambios. La dialéctica explica estas transformaciones, según la cual todos los procesos naturales y sociales ocurren por contradicción. Por ejemplo, en el análisis de la mercancía en El capital, el objeto mercantil es la “unidad contradictoria” de valor de uso y valor de cambio. Esta explicación pretende ser universal y válida tanto para la naturaleza como para la sociedad y el pensamiento. En su obra Tesis sobre Feuerbach concluye en la célebre tesis 11: «Los filósofos no han hecho más que interpretar de diversos modos el mundo, pero de lo que se trata es de transformarlo». Aunque algunos aspectos del pensamiento marxista pueden interpretarse como metafísica, el marxismo criticaría una determinada manera de hacer metafísica.
Friedrich Nietzsche considera que Platón es el iniciador del pensamiento metafísico y le hace responsable de la escisión en el ser, que tendrá luego formas variadas pero constantes. La división entre mundo sensible y mundo inteligible, con su correlato cuerpo-alma, y la preeminencia del segundo asegurada por la teoría de las Ideas sitúa el mundo verdadero más allá de los sentidos. Esto deja fuera del pensar el devenir, aquello no apresable en la división sensible-inteligible por su carácter informe, y que también deja escapar las subsiguientes divisiones aristotélicas, como sustancia-accidente y acto-potencia.
Martin Heidegger dijo que nuestra época es la del «cumplimiento de la metafísica», pues desde los inicios del pensamiento occidental se han producido unos determinados resultados que configuran un panorama del que el pensamiento metafísico no puede ya dar cuenta. El propio éxito de la metafísica ha conducido fuera de ella. Ante esto, la potencia del pensamiento consiste precisamente en conocer e intervenir sobre lo conocido. Pero el pensamiento metafísico carece ya de potencia, puesto que ha rendido sus últimos frutos.
Heidegger afirmó que la metafísica es «el pensamiento occidental en la totalidad de su esencia». La utilización del término «esencia» en esta definición implica que la técnica para estudiar la metafísica como forma de pensamiento es, o debe ser, la metafísica en el primer sentido antes indicado. Esto quiere decir que los críticos de la metafísica como esencia del pensamiento occidental, son conscientes de que no existe una «tierra de nadie» en que situarse, más allá de esa forma de pensamiento; solo el estudio atento y la modificación consciente y rigurosa de las herramientas proporcionadas por la tradición filosófica pueden ajustar la potencia del pensamiento a las transformaciones operadas en aquello que la metafísica estudiaba: el ser, el tiempo, el mundo, el hombre y su conocimiento. Pero esa modificación supone a su vez un «salto» que toda la tradición del pensamiento ha escenificado, ha fingido o soñado dar a lo largo de su desarrollo. El salto fuera de la metafísica y por tanto, quizá, la revocación de sus consecuencias.
Heidegger caracterizó el discurso metafísico por su impotencia para pensar la diferencia óntico-ontológica, es decir, la diferencia entre los entes y el ser. La metafísica refiere al ser el modelo de los entes (las cosas), pero aquel sería irreductible a estos: los entes son, pero el ser de los entes no puede caracterizarse simplemente como estos. El ser es pensado como ente supremo, lo que le identifica con Dios; la pulsión ontoteológica es una constante en el pensamiento occidental. Para Heidegger la metafísica es el «olvido del ser», y la conciencia de este olvido debe abrir una época nueva, enfrentada a la posibilidad de expresar lo dejado al margen del pensamiento.
La filosofía analítica fue desde su nacimiento, con autores como Russell y Moore, muy escéptica respecto a la posibilidad de una metafísica sistemática tal y como se había defendido tradicionalmente. Esto se debe a que el nacimiento de la filosofía analítica se debiera principalmente a un intento de rebelión contra el idealismo neohegeliano entonces hegemónico en la universidad británica. Sería a partir de los años veinte cuando el Círculo de Viena ofrecería una crítica total a la metafísica como un conjunto de proposiciones carentes de significado por no cumplir con los criterios verificacionistas del significado. No obstante esta posición es hoy minoritaria en el panorama analítico, donde se ha recuperado el interés por ciertos problemas clásicos de la metafísica como el de los universales, la existencia de Dios y otros de tipo ontológico.

### Epistemología
La epistemología, del griego ἐπιστήμη ─epistḗmē («conocimiento justificado como verdad»)─ y λόγος ─lógos («estudio»)─, es la rama de la filosofía que estudia el conocimiento científico, su naturaleza, posibilidad, alcance y fundamentos.
Algunos autores distinguen a la epistemología, estudio del conocimiento científico, de la gnoseología, estudio del conocimiento en general. Otros, en cambio, consideran que el término «epistemología» ha ido ampliando su significado y lo utilizan como sinónimo de «teoría del conocimiento», sobre todo en el mundo anglosajón.
La epistemología estudia las circunstancias históricas, psicológicas y sociológicas que llevan a la obtención del conocimiento científico y los criterios por los cuales se lo justifica o invalida, así como la definición clara y precisa de los conceptos epistémicos más usuales, tales como verdad, objetividad, realidad o justificación. Algunas de las preguntas que pretende responder la epistemología son ¿cómo conocemos?, ¿cuáles son las fuentes del conocimiento?, ¿cómo diferenciamos lo verdadero de lo falso? y ¿cuáles son los tipos de conocimiento? El debate no se centra en un conocimiento específico, sino en la forma en como conocemos.
Generalmente, los debates en la epistemología se agrupan en torno a cuatro áreas centrales:
1. El análisis filosófico de la naturaleza del conocimiento y las condiciones requeridas para que una creencia haga parte del conocimiento, como la verdad y la justificación.
2. Recursos potenciales del conocimiento y creencias justificadas como la percepción, la razón, la memoria y el testimonio.
3. La estructura del conocimiento o de la creencia justificada incluyendo si todas las creencias justificadas deberían derivarse de creencias originales justificadas o si la justificación requiere solo un conjunto coherente de creencias.
4. Escepticismo filosófico, el cual cuestiona la posibilidad del conocimiento y problemas relacionados como si el escepticismo fuera una amenaza para nuestro conocimiento común y si es posible refutar argumentos escépticos.

Las teorías del conocimiento específicas son también parte de la epistemología, por ejemplo la epistemología de las ciencias físicas o de las ciencias psicológicas.

### Gnoseología
A principios del siglo XX, Husserl propuso un retorno "a las cosas mismas", expresión con la que quedó fundada la fenomenología, que sería continuada, de distintos modos, por Heidegger, Sartre y Merleau-Ponty, entre otros.
En la filosofía analítica, por el contrario, a mediados del siglo XX se inició a partir de un breve artículo de Edmund Gettier una tradición de análisis del conocimiento en términos de atribuciones de conocimiento, retomando las tres características que señalara Platón para todo conocimiento: que sea una creencia, que sea verdadera y que esté justificada. A partir de este análisis estándar han surgido a principios del siglo XXI diversas teorías sobre las atribuciones de conocimiento como el invariantismo, el invariantismo sensible, el contextualismo y el relativismo.
En 1963, Frederic Fitch publica un trabajo en lógica epistémica en el que demuestra que dados ciertos supuestos básicos, "si toda verdad se pudiera conocer, entonces toda verdad sería conocida". Pero como no toda verdad es conocida, se sigue que no es posible conocer todas las verdades. Esta paradoja se conoce hoy como la paradoja de la concupiscibilidad de Fitch (Fitch's Paradox of Knowability).

### Ética
La ética del siglo XX ha conocido aportes muy importantes por parte de numerosos autores: los vitalistas y existencialistas desarrollan el sentido de la opción y de la responsabilidad, Max Scheler elabora una fenomenología de los valores. Autores como Alain Badiou han intentado demostrar que esta principal tendencia (en las opiniones y en las instituciones), la cuestión de «la ética» en el siglo XX, es en realidad un «verdadero nihilismo» y «una amenazante denegación de todo pensamiento».
Recientemente, y desarrollando un análisis en profundidad de los orígenes y fundamentos de la ética, han aparecido diversos estudios sobre el papel de las emociones en el desarrollo de un pensamiento ético antifundacionalista, como ha indicado Richard Rorty. En las últimas dos décadas, el filósofo escocés MacIntyre establece nuevas herramientas de análisis histórico-filosófico de distintas versiones rivales de la ética.
David Couzens Hoy afirma que los escritos de Emmanuel Levinas sobre el rostro del Otro y las meditaciones de Derrida sobre la relevancia de la muerte para la ética son signos del "giro ético" en la filosofía continental que se produjo en los años ochenta y noventa. Hoy describe la ética poscrítica como las "obligaciones que se presentan como necesariamente para ser cumplidas pero que no se imponen ni son exigibles".
El modelo de poscrítica de Hoy utiliza el término "resistencia ética". Ejemplos de esto serían la resistencia de un individuo al consumismo en un retiro a un estilo de vida más simple pero quizás más duro, o la resistencia de un individuo a una enfermedad terminal. Hoy describe el relato de Levinas como "no un intento de usar el poder contra sí mismo o de movilizar a sectores de la población para ejercer su poder político; la resistencia ética es en cambio la resistencia de los impotentes".
Hoy concluye que

La resistencia ética de los demás impotentes a nuestra capacidad de ejercer poder sobre ellos es, por tanto, lo que nos impone obligaciones inaplicables. Las obligaciones son inaplicables precisamente por la falta de poder del otro. Que las acciones sean a la vez obligatorias y al mismo tiempo inaplicables es lo que las coloca en la categoría de éticas. Las obligaciones que se hicieran cumplir, en virtud de la fuerza que las respalda, no se asumirían libremente y no estarían en el ámbito de lo ético.